# Сетер, Мордехай
Мордехай Сетер (ивр. מרדכי סתר‎; 26 февраля 1916, Новороссийск — 8 августа 1994, Тель-Авив) — израильский композитор, лауреат премии Энгеля (1945), лауреат Государственной премии Израиля (1965).

## Биография
Родился в Новороссийске в 1916 году, в 1926 году вместе с семьёй переехал на территорию подмандатной Палестины. В 1932—1937 годах учился в Нормальной школе музыки в Париже, среди учителей Сетера были Лазар Леви (фортепиано), Жорж Дандло (теория), Надя Буланже и Поль Дюка (композиция). После возвращения в Тель-Авив преподавал. С 1951 года работал в консерватории Израиля (ныне — музыкальная школа Бухманна-Меты), где в 1972 году получил место профессора. Вышел на пенсию в 1985 году.

## Творчество
Мордехай Сетер начал свою творческую биографию как автор вокальных сочинений. В поисках оригинального стиля композитор сочетал полифонические техники эпохи Возрождения, усвоенные им во время учёбы у Буланже, и мелодии и ритмы литургической музыки сефардов и йеменских евреев. Так, в Мотетах (1940) Сетер использовал традиционные литургические мелодии, заимствованные из сборников Авраама Идельсона, в качестве cantus firmi. В этот период Сетер был близок к композиторам Александру Босковичу и Эдёну Партошу, эмигрировавшим в Палестину из Венгрии. Композиторов объединяли общие взгляды на соотношение местной культуры и академической музыки: находясь под влиянием творчества Бартока и Стравинского, Сетер, Боскович и Партош были убеждены, что музыка израильских композиторов должна отражать местный мелос и ритмику, обладать культурной самобытностью.
Сетер неоднократно писал музыку для балетных постановок. Среди хореографов, работавших с композитором, были Марта Грэм, выступившая автором либретто для балетов «Легенда о Юдифи» (1962), «В мечтах и наяву» (1962) и «Роковой камень» (1974), и Сара Леви-Танай, поставившая балеты «Добродетельная жена» и «Полуночная молитва» (оба — 1957). «Полуночную молитву» Сетер впоследствии расширил и переработал в ораторию для солиста, трёх хоров и оркестра. Оратория принесла композитору награду Prix Italia и Государственную премию Израиля.
Либретто «Полуночной молитвы» было написано писателем Мордехаем Табибом, который почти целиком составил его из фрагментов других текстов (в том числе, либретто включает отрывки из Библии и еврейской религиозной поэзии XVII века). Действие сочинения разворачивается в душе иудея, переживающего мистические видения во время одинокой полуночной молитвы. В соответствии с содержанием этого ритуала произведение открывает плач о рассеянии евреев, однако в кульминации текст либретто отступает от исходной молитвы: ораторию завершает «Аллилуйя», посвященная восстановлению Иерусалимского храма и национальному искуплению. В оратории молящийся иудей представлен солистом, в то время как хоры отображают действующих лиц видений: Легенду, Народ и Глас с небес. При этом каждому из хоров соответствует особый музыкальный стиль. Хор, отображающий Легенду, исполняет украшенные мелизмами речитативы, напоминающие литургическую музыку, Народ представлен традиционными мелодиями йеменских евреев, исполняемыми в гомофонном складе, а Глас с небес отображён полифоническим пением в ренессансном стиле.
Начиная с 1970-х годов, Сетер сосредоточился на сочинении камерной и фортепианной музыки. В этот период Сетер продолжил разрабатывать оригинальные лады, обычно включающие от 12 до 25 ступеней — ранее подобные звукоряды он использовал в симфонических произведениях «Полуночная молитва» и «Иерусалим» (1966). Так, в «Иерусалиме» ступени лада были сгруппированы в четыре пентахорда, разделённые дважды увеличенными примами. В то же время Сетер отказался от использования фольклорных мелодий, а за его творчеством закрепилась репутация абстрактной музыки, не выражающей национальную самобытность. Израильский композитор и дирижёр Михаэль Вольпе объяснял интровертный стиль позднего творчества Сетера неприятием, которое вызвала у композитора общая эйфория, последовавшая за победой Израиля в Шестидневной войне.